# LMUR
Le LMUR (ЛМУР, abréviation du russe : Легкая многоцелевая управляемая ракета, "Fusée guidée polyvalente et légère") est un missile air-sol russe lancé par hélicoptère. Il est également connu sous la désignation alternative Izdeliye 305 (russe : Изделие 305, "Produit no 305") et 9A-7755,.

## Développement
L'acronyme "LMUR" est apparu pour la première fois vers 2007. À l'époque, il désignait un projet de missile léger de la Tactical Missiles Corporation. Ce projet a été abandonné en 2009 pour des raisons inconnues. Cependant, en février 2011, une commande de recherche et développement, portant le nom de code Préfixe (Префикс en russe), a été passé par le ministère russe de la Défense à l'entreprise KB Mashinostroyeniya pour la création d'un nouveau missile multirôle léger, connu sous le nom d'Izdeliye 79. Le contrat indiquait que le nouveau missile devrait être prêt pour la production en série d'ici la fin novembre 2014. Même si un lot de missiles d'essai a été achevé en 2013, ceux-ci n'ont pas pu être testés, car le ministère de la Défense n'avait ordonné le développement d'aucun lanceur. Ainsi, KBM a officiellement déclaré avoir arrêté le développement du missile, deux semaines avant la date limite fixée par le ministère. Le contrat n'a été officiellement résilié qu'en 2017.
Cela n'a cependant pas sonné le glas du projet. En effet, probablement en 2012, le FSB a contracté KBM pour le développement d'un missile appelé Izdeliye 305, qui équiperait ses hélicoptères d'opérations spéciales Mil Mi-8 MNP-2. Izdeliye 305 est très similaire à l'ancien "Izdeliye 79", mais il dispose d'une liaison de données bidirectionnelle supplémentaire, permettant à l'opérateur de diriger directement le missile un peu comme un drone. Les tests du LMUR sur le Mi-8MNP-2 ont eu lieu en 2015-2016 et la production en série a commencé peu de temps après. À la suite des essais le ministère de la Défense s'y intéresse à nouveau et passe sa propre commande. Les tests du LMUR ont commencé sur le Mil Mi-28NM en 2019 et sur le Kamov Ka-52M en 2020. Il serait également utilisé par les hélicoptères des forces spéciales Mil Mi-8AMTSh-VN. Vers 2017, il était prévu de développer également un lanceur basé sur un véhicule blindé. Les forces aérospatiales russes ont adopté le missile en 2022.

## Conception
Le LMUR a une configuration canard. Il a quatre ailerons à l'avant et quatre ailerons plus grands à l'arrière. Ceux-ci sont repliés pour le transport, et dépliés lorsque le missile est monté sur son hélicoptère porteur. Deux des ailerons ont des antennes de liaison de données orientées vers l'arrière. Avec ses 105 kg le LMUR est plus lourd que les autres ATGM russes lancés par hélicoptère. A titre de comparaison, le 9M120-1 Ataka-1 pèse 48,5 kg avec son tube de lancement, et le 9M127-1 Vikhr-1 pèse 59 kg avec son tube de lancement. Son ogive est également environ trois fois plus grosse, avec 25 kg contre 7,4 kg pour les Ataka-1 et 8,6 kg pour le Vikhr-1. Cependant, alors que les missiles Ataka et Vikhr peuvent utiliser des ogives à charge creuse, on ne sait pas s'il existe une version du LMUR équipée d'une telle ogive. L'Izdeliye 305 utilise une ogive de démolition hautement explosive. Une version avec une ogive cumulative pourrait exister.
La portée maximale du LMUR est de 14,5 km, ce qui est supérieur à celui des autres ATGM russe lancés par hélicoptère. Il a un chercheur d'imagerie optique/thermique. Il peut être utilisé dans deux modes différents. Dans le premier, la cible est marquée par l'opérateur avant le lancement, et l'hélicoptère porteur peut changer de cap juste après le lancement du missile. Dans le second mode, le missile est lancé sans qu'il soit verrouillé sur une cible. Il vole d'abord dans sa direction, en utilisant le guidage inertiel avec la navigation par satellite apportant des corrections. L'image du chercheur est retransmise à l'hélicoptère via une nacelle de liaisons de données appelée AS-BPLA (Аппаратура связи с беспилотным летательным аппаратом ou équipement de communication avec un véhicule aérien sans pilote). L'opérateur peut sélectionner la cible et la changer pendant que le missile vole vers sa zone. Le LMUR est le premier ATGM russe capable d'être utilisé de cette manière. Ce deuxième mode de fonctionnement est le seul dans lequel le missile peut être utilisé à sa portée maximale, en raison des limitations de l'autodirecteur. Sur le Mi-8MNP-2, l'antenne de liaison de données AS-BPLA est située dans un carénage dans le nez. Ceci est également le cas sur une nouvelle variante du Mi-28NE, présentée au salon aéronautique de Dubaï 2021 (son emplacement est utilisé par l'antenne de guidage du missile 9M120 Ataka sur les autres versions Mi-28). Sur le Ka-52M, il est situé sous le tronçon d'aile gauche.
Deux rails de lancement différents peuvent être utilisés pour transporter le LMUR, tous deux fabriqués par Vympel : l'APU-305 pour un seul missile, et le lanceur jumelé APU-L développé plus tard.

## Historique opérationnel
Le LMUR aurait été testé dans des conditions de combat en Syrie.
En juin 2022, les médias russes ont affirmé que le LMUR était utilisé en Ukraine par des hélicoptères Mil Mi-28NM. Plusieurs vidéos montrant des images de l'autodirecteur du missile ont également été partagées sur les réseaux sociaux, à l'origine par des comptes pro-russes. Les images partagées en ligne montrent que le LMUR est principalement utilisé contre des bâtiments et des entrepôts, mais cible également des ponts flottants et des véhicules autour d'eux, à la fois blindés et à non blindés. Fin novembre 2022, plus de 40 vidéos montrant l'utilisation au combat du LMUR en Ukraine avaient été diffusées. En janvier 2023, des vidéos montrant des hélicoptères Mi-28NM utilisant le LMUR dans des missions de combat au-dessus de l'Ukraine sont apparues en ligne. Le même mois, une source russe a affirmé que le missile avait commencé à être utilisé par le Ka-52M récemment livré.

## Variantes
- Izdeliye 79 - première variante, commandée par le ministère russe de la Défense mais jamais testée. Non équipée de la liaison de données des versions ultérieures.
- Izdeliye 305 - variante développée à l'origine pour le FSB, équipée de la liaison de données bidirectionnelle[2].
- Izdeliye 305-UL - variante d'entraînement avec des ailes plus petites et sans ogive[2].
- Izdeliye 305E - variante d'exportation[2].
- Izdeliye 306 - variante aux caractéristiques inconnues, éventuellement équipée d'une ogive à charge creuse[2].

## Les opérateurs
- Russie
  - FSB[2]
  - Forces aérospatiales russes[2]